# Leptogenys camerunensis
Leptogenys camerunensis är en myrart som beskrevs av Hermann Stitz 1910. Leptogenys camerunensis ingår i släktet Leptogenys och familjen myror. Inga underarter finns listade i Catalogue of Life.

## Bildgalleri

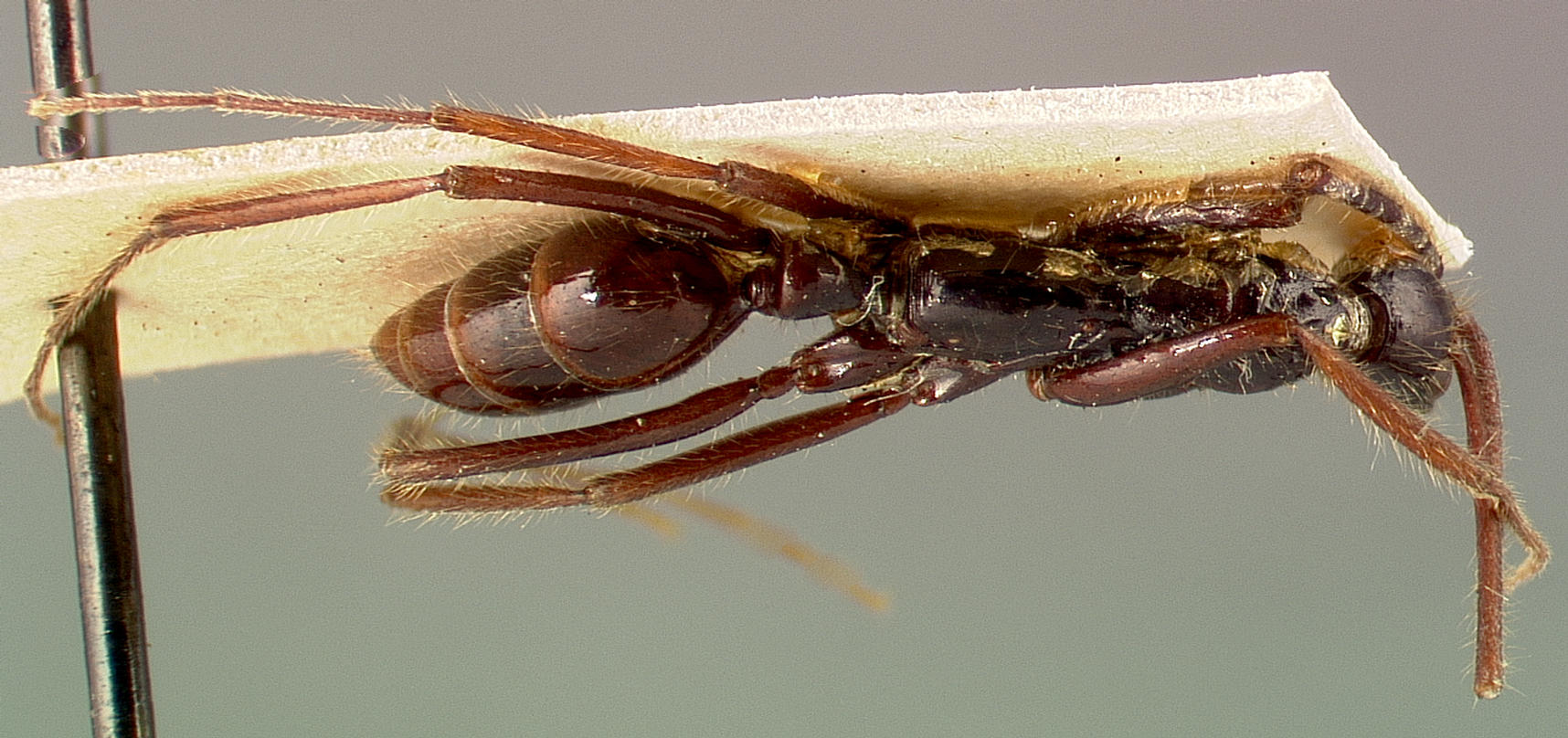
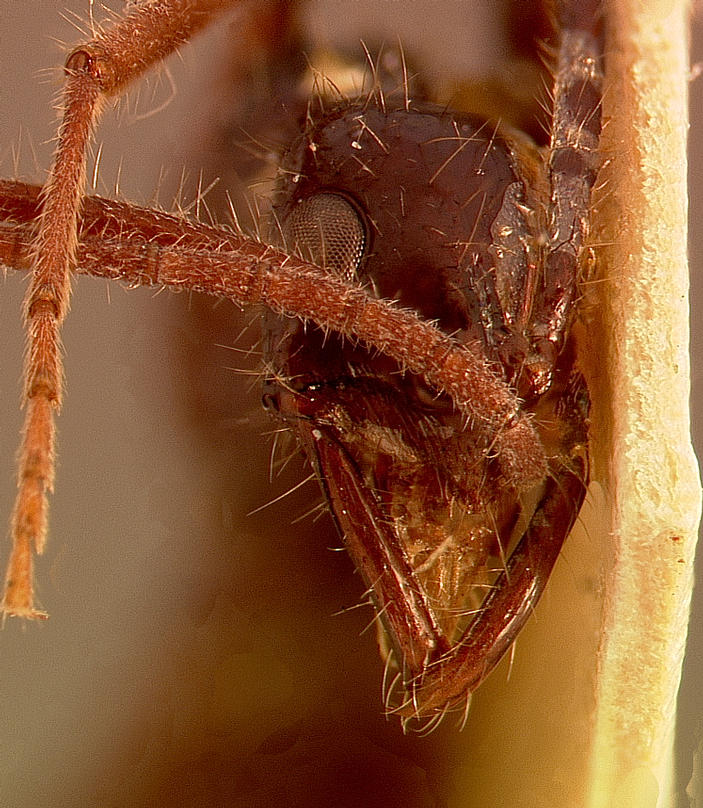
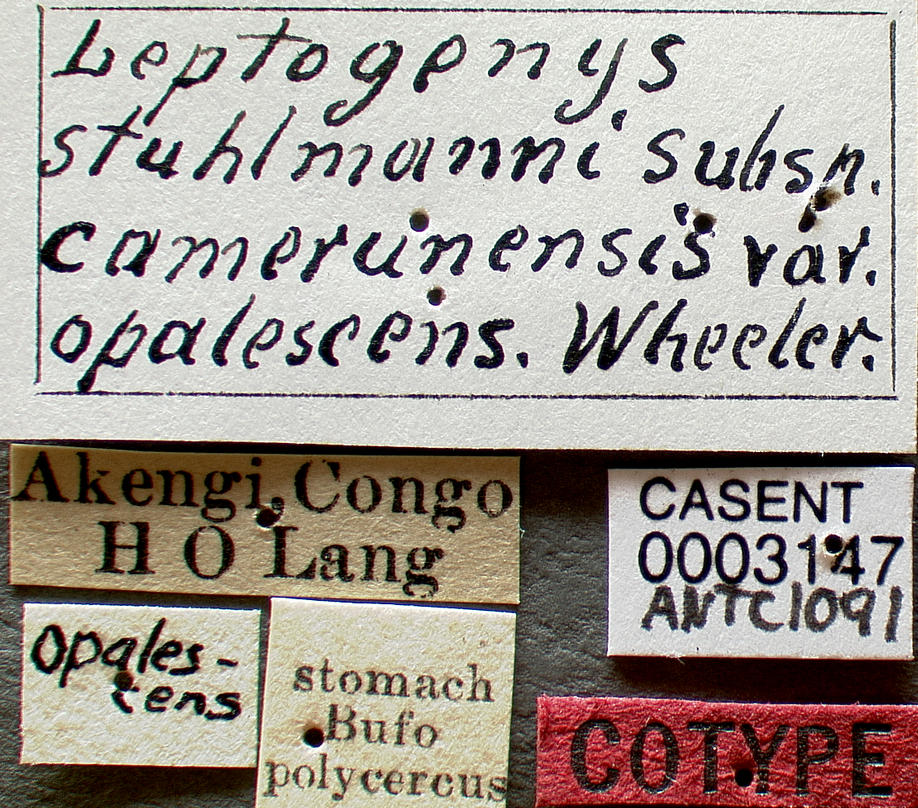
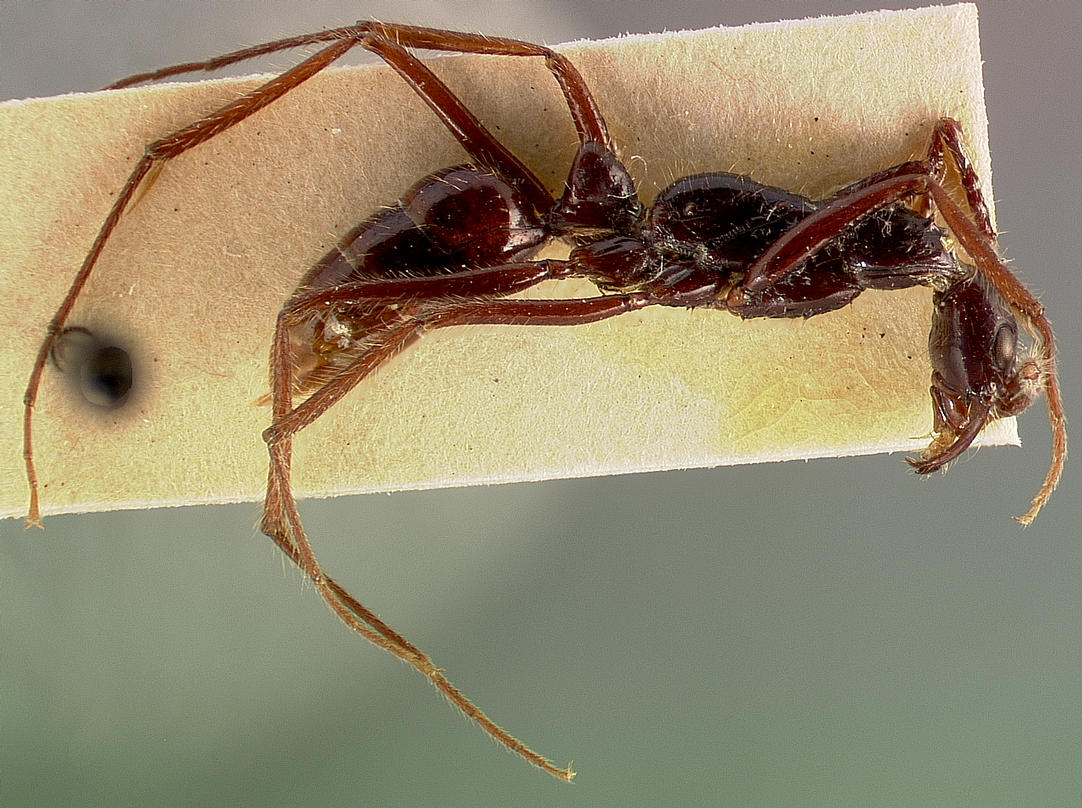